# Pachydactylus oculatus
Espèce
Synonymes
- Pachydactylus capensis oculatus Hewitt, 1927

Pachydactylus oculatus est une espèce de geckos de la famille des Gekkonidae.

## Répartition
Cette espèce est endémique du centre de l'Afrique du Sud.

## Publication originale
- Hewitt, 1927 : Further descriptions of reptiles and batrachians from South Africa. Record of the Albany Museum, Grahamstown, vol. 3, p. 371-415.